# پرستار اسکراب
پرستار اسکراب (به انگلیسی: scrub nurse)، یکی از اعضای تیم جراحی است که:
- محیط جراحی و حوزهٔ عمل را به‌طور استریل آماده و حفظ می‌کند.
- وسایلی مانند: کلمپ، سوزن گیر، نخ، گاز و … را به جراح یا سایر اعضاء تیم جراحی می‌دهد.
- با به‌کارگیری اکارتورها، دید بهتری از موضع جراحی را برای جراح فراهم می‌کند.[۱][۲]

وظایف فرد اسکراب (دست شسته) در حوزهٔ استریل و در ارتباط مستقیم با جراح است. جراح، کمک جراح و فرد اسکراب که در حوزهٔ استریل فعالیت دارند، قبل از شروع عمل، باید بامحلول‌های ضد عفونی کننده و تکنیک‌های شست و شوی موجود، دست‌ها و بازوهای خود را به دقت بشویند و گان و دستکش جراحی به تن کنند.

## تاریخچهاسکراب پزشکی
در برابر لباسهایی که مدت‌ها پرستارها نیاز داشتند، جراحان تا قرن بیستم هیچ نوع لباس مخصوصی نداشتند. روش‌های جراحی در یک اتاق عملیاتی انجام می‌شد. جراح برای محافظت از لباس شخصی خود در برابر لکه‌های خون، لباس مخصوص پرستارها می‌پوشید. با ابزار و وسایل غیر استریل کار می‌کردند. در مقابل مفهوم جراحی که امروزه به عنوان یک حرفه‌ای که بر پاکیزگی تأکید دارد، تا در اوایل قرن بیستم، علامت یک جراح خوب و موفق، مقدار لکه‌های خون و مایعات بر روی لباس‌هایش بود. اهمیت لباس به عنوان نشانه طبقهٔ یک جامعه، در جامعه مهم بود و فرآیندهای پیشگیری از انتقال عفونت، موضوع بحث در این حرفه بود. در سال ۱۹۱۸ جراحان استفاده از ماسک پنبه را در جراحی شروع کردند. با این حال، این امر نه تنها برای محافظت از بیمار در مقابل عفونت داخل عمل، بلکه برای محافظت از جراح از بیماری‌های بیمار است. تقریباً در همان زمان، کارکنان اتاق عمل با استفاده از دستکش‌های لاستیکی سنگین برای محافظت از دستان خود، هنگام تمیز کردن اتاق و تجهیزات، استفاده می‌کردند. در دهه ۱۹۴۰، پیشرفت‌های آنتی سپسی جراحی (که اکنون روش آسپتیک نامیده می‌شود) و علت عفونت زخم، باعث شد تا پرده‌های ضدعفونی‌کننده و لباس‌های مورد استفاده برای اتاق عمل استفاده شود. ابزار، لوازم و پانسمان با قرار گرفتن در معرض هر دو بخار با فشار بالا یا اتیلن اکسید به‌طور معمول توسط دستگاه استرلیزه استریل شدند. در اصل، لباس پوشیدن در اتاق عمل سفید بود تا تأکید بر پاکیزگی داشته باشند. با این حال، ترکیبی از چراغ‌های عمل روشن و یک محیط کاملاً سفید، موجب ایجاد فشار چشم برای جراح و کارکنان شد. در دهه ۱۹۵۰ و ۱۹۶۰ اکثر بیمارستان‌ها لباس سفیدی اتاق عامل را به نفع سایه‌های مختلف سبز رها کردند، که محیطی با کنتراست بالا را کاهش می‌داد، خستگی چشم را کاهش می‌داد، و چشمان قرمز روشن قرمز کمتر آشکار شد. تا دهه ۱۹۷۰، لباس جراحی تا حد زیادی به حالت مدرن رسیده بود - پیراهن جاوید بافت کوتاه و آستین کوتاه و شلوار جین یا لباس کوتاه آستین بلند، ساخته شده از پنبه سبز یا ترکیب پنبه / پلی استر. بیش از این پوشیدن کت و شلوار یا مصنوعی نساجی ماسک، پارچه یا لباس مصنوعی جراحی، دستکش لاتکس، و کفش حمایت از کفش بسته. این یکنواخت به دلیل رنگ آن در اصل «سبزی جراحی» شناخته شده بود، اما به نام «اسکراب» نامیده شد، زیرا در یک محیط «پوشیده شده» پوشیده شده بود. پوشیدن هر لباسی در بسیاری از اتاق‌های عمل ممنوع است مانند تیشرت، اگر زیر اسکراب را پوشانده باشد. با توجه به اینکه اسکراب‌ها برای ارتقاء یک محیط تمیز طراحی شده‌اند، تصور می‌شود پوشیدن لباس‌های خارجی باعث ایجاد بیماری‌های ناخواسته می‌شود. تقریباً تمام پرسنل مراقبت از بیمار در بیمارستان‌های ایالات متحده در حالی که وظیفه دارند، بعضی از انواع اسکراب‌ها را می‌پوشند، مانند برخی از کارکنان در دفاتر، دندانپزشکی و ادارات دامپزشکی. پزشکان در ایالات متحده ممکن است لباس‌های خود را با یک کت سفید پوشانده باشند به غیر از جراحی. کارکنان پشتیبانی مانند نگهبانان و کارکنان واحد همچنین در بعضی از مراکز اسکراب پوشانده می‌شوند. هنگامی که پزشک عمل جراحی انجام نمی‌دهد، اسکراب به‌طور معمول تحت کت سفید پوشیده می‌شود. در انگلستان اعتماد بیمارستانی سیاست‌های سختی برای لباس دارند و بسیاری از این افراد به دلیل عدم توجه به کنترل عفونت، استفاده از لباس پزشکی برای کارکنان را به‌طور خاص ممنوع کردهاند. این بدان معناست که چندین بیمارستان در سراسر انگلستان برای خانوارها، مخصوصاً در ادارات حوادث و اورژانس، انتخاب کرده‌اند. اسکراب‌ها بعضی اوقات به عنوان لباس‌های زندان در ایالات متحده و کشورهای دیگر مورد استفاده قرار می‌گیرند. امروزه هر لباس پزشکی که شامل یک پیراهن کوتاه و آستین کوتاه و شلوار است، به عنوان «اسکراب» شناخته می‌شود. اسکراب‌ها همچنین ممکن است شامل یک ژاکت بلند و آستین بلند با کمربند و دستبند دستکش، شناخته شده به عنوان «ژاکت گرم». رنگ‌ها و الگوهای اسکراب‌هایی که در عمل جراحی پوشانده می‌شوند تقریباً همیشه رنگ خاکستری روشن، خاکستری سبز، آبی روشن یا تیره، سبز-آبی رنگ هستند. اسکراب‌های غیر جراحی در انواع مختلفی از رنگ‌ها و الگوهای مختلف قرار می‌گیرند، از لباس‌های رسمی و سفارشی ساخته می‌شوند، چه در شرکت‌های تجاری یکپارچه مانند جاوید بافت و چه در خانه، با استفاده از الگوهای چاپ شده موجود در بازار موجود است. بعضی از بیمارستان‌ها از رنگ اسکراب استفاده می‌کنند تا تمایز بین بخش‌های مراقبت از بیمار (یعنی جراحی، کارشناسان و تکنسین‌های اتاق عمل، اورژانس و غیره) یا بین پرسنل مجاز مراقبت از بیمار (پرستاران، تکنسین‌های رادیولوژیک، متخصصین تنفسی و فیزیوتراپی و غیره) کارکنان مراقبت (به عنوان مثال، غذاخوری، کارکنان واحدها و بخش هاو غیره). بیمارستان‌ها همچنین ممکن است این عمل را برای تمایز اعضای غیرکاربردی / بازدیدکنندگان مانند لباس همراه بیمار گسترش دهند. طرح‌های چاپ شده سفارشی که شامل شخصیت‌های کارتونی و چاپ‌های شاد هستند، در بخش‌های مختلف کودکان متخصص اطفال، ادارات دامپزشکی، کلینیک‌های دندانپزشکی و بیمارستان‌های کودکان رایج هستند و در طول سال‌های مختلف می‌توان از شخصیت‌های کارتونی مختلف چاپ کرد. برخی از خدمات مراقبت‌های حاد یا بیمارستان‌های بزرگ نیز قوانین آرام در مورد سایش ناخالصی‌های اسکراب در واحدهای غیر جراحی دارند و دیگر فقط کلاسیک‌های جاوید بافت نیست، بلکه کارخانه جاوید بافت در حال حاضر در بسیاری از سبک‌ها و مدل‌های جدید و الگوهای جدید با توجه به سلیقه‌های مختلف در حال تولید می‌باشد. صنعت اسکراب، بسیار شبیه لباس پوشیدن مادران، برای گزینه‌های بسیار محدود مد استفاده می‌شود. در واقع، اسکراب به‌طور کلی جعبه شکل و بیمار بود؛ اغلب با انتخاب‌های طراحی محدود. در طول ۱۰ سال گذشته، صنعت اسکراب توجه خاصی به ترجیحات فردی متخصصان پزشکی داشته و طرح‌های شیک و منحصر به فرد طراحی کرده‌اند. تمیز کردن اسکراب جراحی به‌طور کلی توسط کاربر انجام نمی‌شود. با توجه به نگرانی در مورد مسائل مربوط به شستشوی خانه و مشکلات شستشوی این اسکراب‌ها معمولاً بیمارستان هستند و به علت محدودیت‌های شستشوی و استریل، لباس‌های اسکراب یکبار مصرف در بازار معرفی شدند.

## نمونه‌هایی از وظایف پرستار اسکراب
- آماده‌سازی و حفظ یک محیط استریل از قبل و در حین عمل جراحی
- همکاری درانداختن شان‌های استریل روی بیمار قبل از آغاز عمل (درپ کردن)
- دادن وسایل استریل، با تکنیک استریل به جراح
- همکاری فعال با جراح در حین انجام عمل[۶]
- شمارش کردن ابزار، گازها و نخ‌ها
- برداشتن نمونه‌های پاتولوژی و تحویل دادنشان به پرستار سیار
- انجام پانسمان استریل روی زخم‌های جراحی[۷]

## نگارخانه

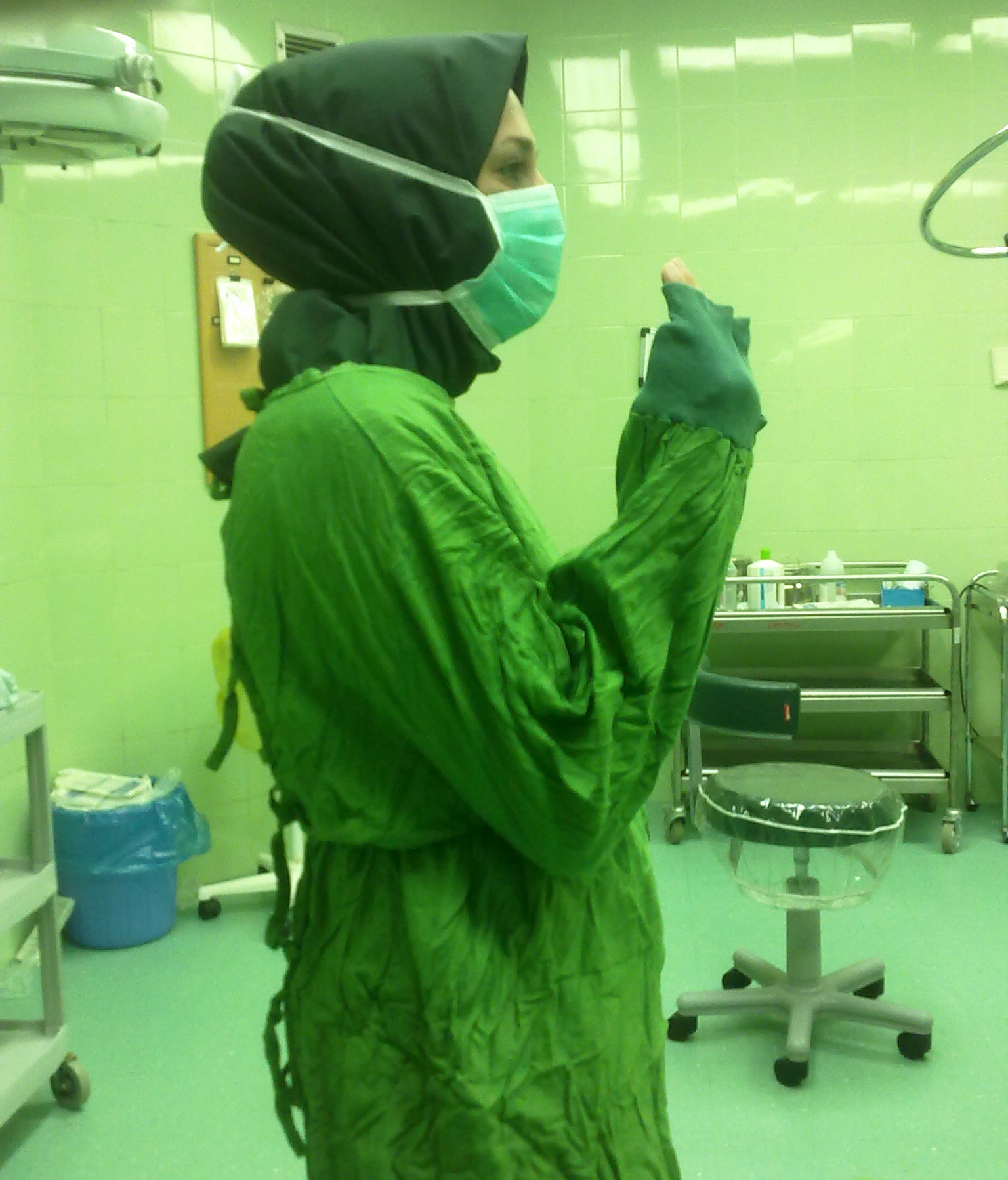
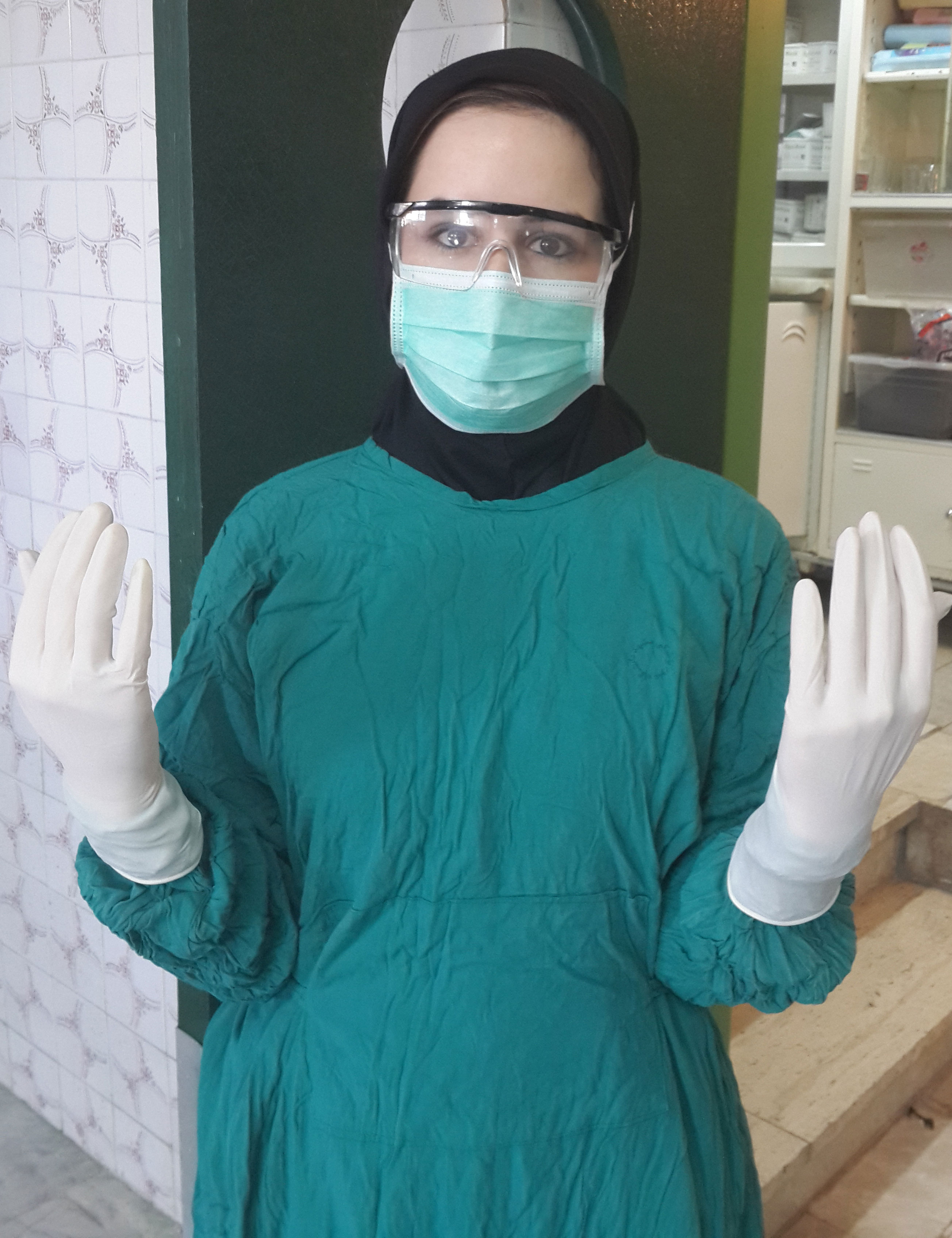
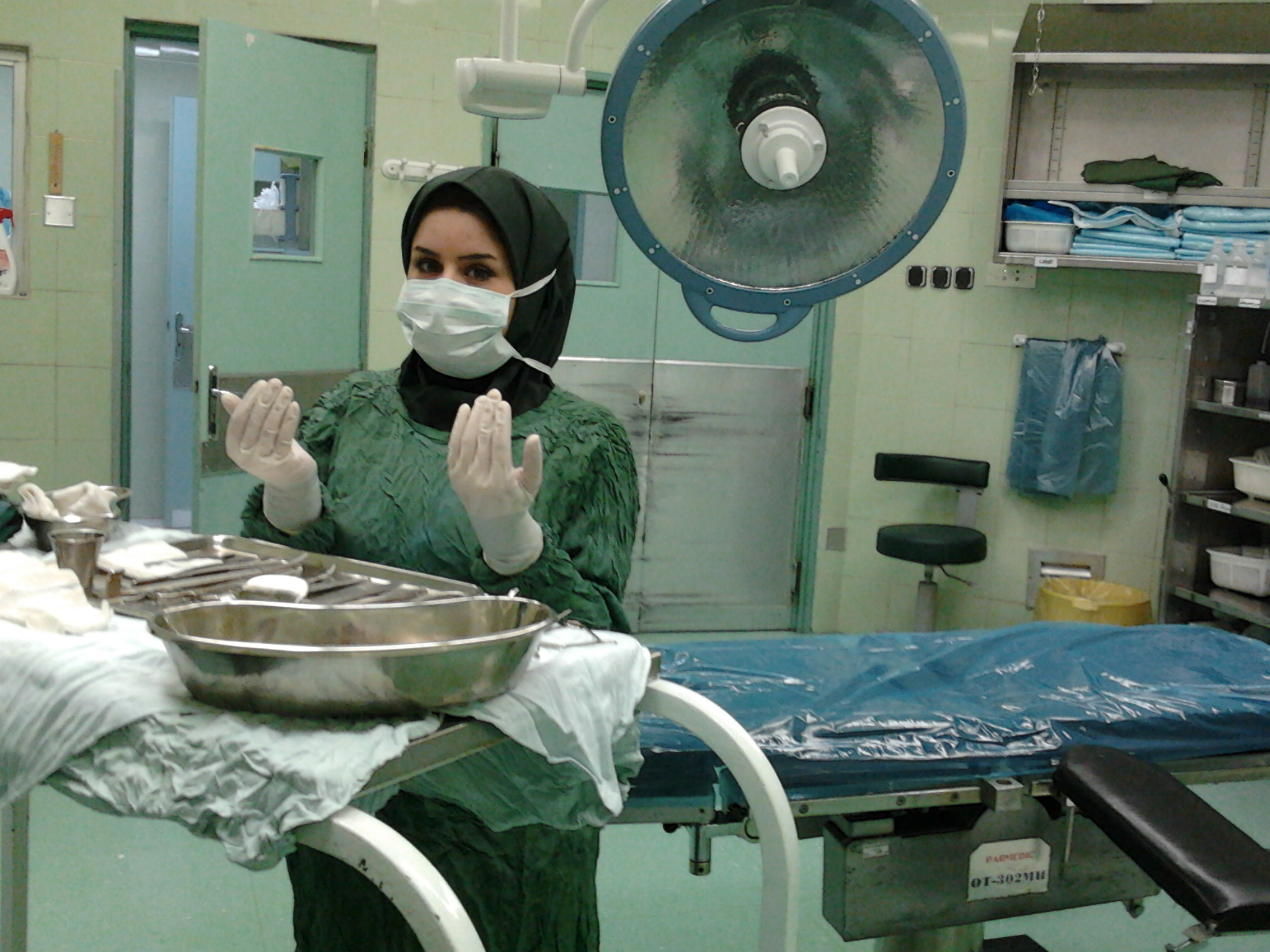